# Fünf Stücke für das Pianoforte opus 24
Fünf Stücke für das Pianoforte opus 24 is een compositie van Christian Sinding. Het werkje is waarschijnlijk geschreven op verzoek van zijn Duitse muziekuitgeverij C.F.Peters Musikverlag, die wel verkopen voorzag van deze muziek en niet van zijn grootse orkestwerken. De stukjes zijn soms apart gebundeld met 1-3 in één uitgave en 4 en 5 en een andere. 
De vijf delen zijn
1. Pomposo
2. Un poco lento
3. Andantino
4. Allegretto
5. Agitato

De deeltjes Andantino en Agitato (toen 3 en 4) beleefden hun première op 16 maart 1895 in de Logens Saal in Bergen. Erika Nissen zat achter de piano, adlus de Aftenposten van 13 maart.